# Svěrací kazajka

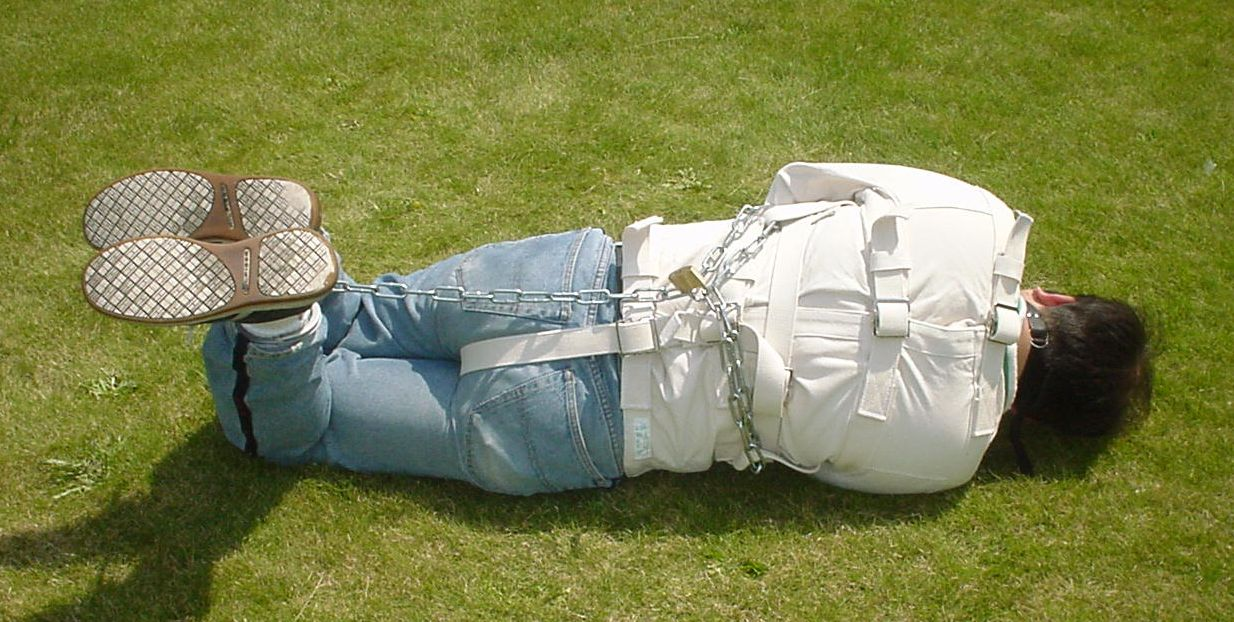
Osoba ve svěrací kazajce

Modelka v kazajce určené pro BDSM

Svěrací kazajka, neboli ochranný kabátek, je část oděvu tvaru krátkého kabátu či vesty s dlouhými rukávy fixovanými k obvodu těla. V psychiatrii se používá u různých duševních poruch jako jeden z tzv. omezovacích prostředků k zamezení volného pohybu horních končetin a dalších projevů pacienta, a to bez souhlasu dotčené osoby, s cílem předejít poškození jeho samotného, okolí a zajištění bezpečnosti a zdraví.
Vynalezena byla v roce 1790 francouzským čalouníkem Guilleretem pro potřeby pařížské nemocnice Bicêtre Hospital. Svěrací kazajky byly používány u některých vězňů jako forma trestu či prostředek mučení. Uplatnění nacházejí také při BDSM praktikách bondage. 
V kulturním světě jsou využívány v eskapologii k únikům iluzionistů z jejich sevření. Britka Sofia Romerová vytvořila 9. června 2011 světový rekord v nejrychlejším úniku ze svěrací kazajky časem 4,69 sekundy. Následně byl zapsán do Guinnessovy knihy rekordů.
V České republice použití ochranného kabátku či vesty ošetřuje § 39 zákona o zdravotních službách č. 372/2011 Sb, když jej zahrnuje mezi šest způsobů omezení volného pohybu pacienta.